# 唐橋 (大奥女中)
唐橋（からはし、生没年不詳）は、江戸幕府の大奥女中。のち峰姫付きの上臈。名は種子。正二位権中納言の公卿・高松公祐の長女で、母は滋野井冬泰の娘。

## 人物
唐橋は第11代将軍・徳川家斉の娘・峰姫付きの上臈御年寄となり、1814年（文化11年）、峰姫が第8代水戸藩主・徳川斉脩に嫁いだときそれに付き従って、江戸にある水戸藩小石川邸の上屋敷へ入った。
幕末から明治の漢学者・大谷木醇堂（1838年-1897年）の『灯前一睡夢』によると、
大谷木醇堂の祖父・大谷木藤左衛門は峰姫の御用人だった為、水戸藩小石川邸の事情を詳らかに知っていた。上臈御年寄とは生涯奉公の職で、終身異性関係を持たないと誓って奉公すべきだった。江戸城大奥にある頃、峰姫の父・徳川家斉は、美貌だった唐橋を側室にしようとした事があったが、唐橋から拒まれ、謝辞されていた。これには家斉もどうしようもなかった。
1829年（天保2年）、斉脩の死により、斉脩の異母弟・徳川斉昭が水戸藩主となった。峰姫は斉昭の藩主就任後も、小石川邸内の御守殿に居住していた。あるとき、斉昭は唐橋と密通し、唐橋が懐妊した。これへ峰姫が大いに怒り、大御所であった家斉へこの事件を申し述べた。家斉は「女は経水が滞って血の塊などになる事があるので医者へ診せて療養せよ」と言い、内実的には唐橋の子を堕胎させ、そこからの回復を待って彼女を京都へ差し戻した。しかし斉昭はなお唐橋に恋慕し、黄金や品々を彼女へ贈った。こうして斉昭は自ら乞うて彼女を呼び戻したが、表向きを憚って水戸家の国許へ彼女を送って囲い置いた。水戸徳川家は江戸定府のため、国許にいた唐橋を訪ねるのに不都合だった。大谷木醇堂は、斉昭は唐橋に会うために、追鳥狩、軍事調練、海防などと名づけて国許へ篭もり、遂に幕府から江戸にある駒込邸の中屋敷へ禁固された、としている。

当時、尾張徳川家と紀州徳川家の両公も唐橋の容色をほめていた。小石川邸に尾張と紀州の両公が来たとき、彼らは唐橋がいれば夜遅くまで遊んだが、彼女がいなければすぐ帰ったという程だった。両公は斉昭がこの女のために乱れた行いに及んだと聞いて、それは尤もの事、我々もあの女に迷った」と言った。
さらに醇堂は同書で「家斉の命令を拒み、斉昭の誘いに応じた唐橋の心中は怪しむべきであり、斉昭と同じ穴の妖怪であるかも知れない」とした上で、「畏れ多くはあるが、家斉の顔も斉昭の顔もあえて『伊勢物語』の美男にも似ていない」と書いている。また醇堂は、家斉が斉昭へそれ以上に追及できなかったのは、家斉にも随分醜態があったので、家斉が自分の行状を顧みて人を許す他なかったからだ、としている。なお唐橋と斉昭国許篭りについて大谷木醇堂の話の真偽如何に関わらず、斉昭が藩政改革のために国許にいることが多かったのは事実である。
一方、1894年（明治27年）11月10日、高松実村子爵（唐橋の父高松公祐の曾孫）が史談会に語ったところでは、唐橋の妊娠の事情は多少異なる。大奥で重く用いられていた唐橋に、斉昭が登城の際、「何か少し六ケしい（難しい）書類の調べごとがあると」協力を求めたことがあり、やがて二人は「段々親しくなつて余り親し過ぎたと申すことでありました」という。その後、祖父（高松季実・唐橋の兄弟）と父（高松保実・季実の養子で実は弟）らが相談して、病気を理由に唐橋を大奥から下がらせ、身重のまま水戸城に移し、男子を出産したという（『史談会速記録』第二十八輯所収）。

## 風説
1921年（大正10年）三田村鳶魚は『大名生活の内秘』で、大奥で権勢を振るった姉小路の妹・花野井と、唐橋が同一人物である、という説を流布した。
しかし『高松家譜』に唐橋は高松公祐の娘と記載され、『橋本家譜』に花野井は橋本実誠の娘と記載されている。

## 創作中での唐橋
- 司馬遼太郎の小説『最後の将軍 徳川慶喜』（1967年刊行）では、14代将軍継嗣問題の渦中にあった頃の慶喜の正室一条美賀子の老女（御年寄）とされており、慶喜と斉昭との手紙のやりとりで政治臭を出来る限り消すために、政治とは無縁の唐橋を使いに出したところ、斉昭から手篭めにされたことになっている。
- 宮尾登美子の小説『天璋院篤姫』（1984年刊行）では、姉小路の妹で大奥の大人物として登場する。しかしこれは宮尾の創作であり、天璋院時代に唐橋はすでに大奥を出ていた。

## 演じた女優
- 『天璋院篤姫』（テレビ朝日、1985年、演：佐々木すみ江）
- 『篤姫』（NHK大河ドラマ、2008年、演：高橋由美子）